# Alphonse Didier-Nauts
Alphonse Didier-Nauts (ur. w XIX wieku - zm. w XX wieku) – belgijski kolarz torowy, złoty medalista mistrzostw świata.

## Kariera
Największy sukces w karierze Alphonse Didier-Nauts osiągnął w 1900 roku, kiedy zdobył złoty medal w sprincie indywidualnym amatorów podczas mistrzostw świata w Paryżu. W zawodach tych bezpośrednio wyprzedził reprezentanta Amerykanina Johna Henry'ego Lake'a i Francuza Ferdinanda Vasserota. Był to jedyny medal wywalczony przez Didier-Nautsa na międzynarodowej imprezie tej rangi. Nigdy nie wystąpił na igrzyskach olimpijskich. 